# Audun Rusten
Audun Rusten (Bergen, 11 giugno 1894 – Berlino, 14 dicembre 1957) è stato un nuotatore norvegese, specializzato negli stili dorso e libero.

## Biografia
La sua squadra di club fu il Bergens Svømme Club 1908 d Bergen.
Rappresentò la Norvegia ai Giochi olimpici estivi di Stoccolma 1912, dove fu eliminato in batteria nei 200 m rana a causa di una squalifica. Fu iscritto anche ai 400 m rana, ma non scesa in acqua.